# 鈴木武
鈴木 武（すずき たけし、1932年2月28日 - 2004年6月27日）は、兵庫県西宮市出身で、近鉄パールス（バファロー）と大洋ホエールズに在籍したプロ野球選手（内野手）である。

## 来歴・人物
鳴尾高校では、1951年春の選抜に出場。同期の野武貞次（法大－リッカー）、1年下の中田昌宏の投の二本柱を擁し勝ち進む。決勝では鳴門高と対戦するが、9回サヨナラ負けを喫し準優勝にとどまる。この大会では打率.611を記録し、攻守両面で活躍、優秀選手に選出された。他のチ－ムメートでは、藤尾茂、山田清三郎がプロ入りしている。
高校卒業後、社会人野球の東洋レーヨンを経て、1953年に近鉄パールスに入団。1年目の開幕から遊撃手、二番打者に抜擢され、鳴尾高校の先輩に当たる日下隆と一、二番コンビを組んで多くの盗塁を成功させた。遊撃手として全試合出場を果たしリーグ4位の40盗塁を記録、同年は規定打席（打率.274、19位）にも達する。1954年はパ・リーグ最多の44失策を記録するものの、71盗塁を記録し盗塁王を獲得する。鈴木はスパイクシューズに費用を惜しまず、バッグの中には晴天用と雨天用の靴底の金具の長さが違う何種類ものスパイクを常備していた。当時の南海ホークス監督・鶴岡一人から「ウチの木塚よりも（盗塁が）うまいで」と評価され、当の木塚忠助も鈴木を盗塁の名人と認めていた。高校時代のチームメイトで近鉄に所属していた山田清三郎は鈴木について走塁技術や脚力よりも動物的なカンに優れていたと評し、日下隆も技術面で特筆する点は無かったと回想している。オールスター戦直後に盗塁数は60を超えていたが、「記録にこだわる鈴木」と自身を揶揄する新聞記事を目にして気力を削がれ、盗塁を試みることはほとんどなくなった。1955年の毎日オリオンズとの開幕戦で、荒巻淳と二塁上で交錯し右足首を骨折したことでシーズンを棒に振る。翌1956年に戦列に復帰するが、かつての走力は失われていた。
1957年は移籍入団の木塚忠助に定位置を譲り二塁手に回る。1959年には巨人から移籍した内藤博文が二塁に入ったため、鈴木は遊撃手に戻るが、この年に監督就任した千葉茂、千葉が連れてきたコーチ陣との確執が発生する。巨人出身者に偏る選手起用を抗議した直後に二軍落ちを通告され、ファームでは練習も投げやりになり、一晩中酒を飲み明かすことも多くなった。
1960年になると、二塁には島田光二、遊撃には新人の矢ノ浦国満が入り、鈴木があまり起用されなくなっていた。ここで、守備を苦手とする麻生実男、打撃に難のある浜中祥和に代わる有力な遊撃手を探していた大洋ホエールズの新監督であった三原脩は、鈴木に白羽の矢を立てた。5月17日の大洋対阪神戦後、大阪市内で三原は鈴木と密会して直接移籍を打診したとされる。当時、シーズン中のリーグ間トレードは4月30日までと規定されていたが、三原は「コミッショナーの許可があればその限りにあらず」という特例条項に目をつけ、千葉を強く説得した末に当時のコミッショナー・井上登から許可を受ける。こうして、シーズン途中の6月に鈴木は金銭トレードで大洋ホエールズに移籍した。西鉄監督時代の三原は鈴木について、粘りっこいバッティング、予測できない美技を見せる一方で、なんでもない打球を取りそこなう意外性、その日の心理状態に左右されやすい点が印象に残っていた。しかし、世間はリーグ最下位の近鉄の控え選手である鈴木にさして期待していなかった。
これまでの大洋にない空気を持った鈴木の加入は、二塁手の近藤昭仁ら他の選手を発奮させた。また、鈴木の加入によって控えに回された浜中は終盤の守備固めや代走要員として、麻生は代打要員として持ち味を発揮した。他の選手の精神を引き締めるための「叱られ役」も鈴木の役目で、三原の意図を汲んでいた鈴木は正当な理由のある叱咤をうれしいと感じたときもあった。三原から突出した成績を残さなくとも要所で活躍を見せる「超二流選手」の一人として名前を挙げられるなど、鈴木はこの年の大洋の初のリーグ優勝・日本一に貢献した。日本シリーズ2戦目では同点の7回裏に決勝打となるタイムリーヒットを放つと、3戦目では初回に安打で出塁すると二盗・三盗を決めて先制のホームを踏むなど、4打数2安打2盗塁の成績を挙げた。また、随所で好守備を見せて.214の低打率ながら技能賞を獲得した。翌1961年も正遊撃手として起用されるが、1962年にフランシス・アグウィリー、翌1963年にマイク・クレスニックと、次々と外国人内野手が入団したため、鈴木は徐々に出場機会を減らし、1963年限りで現役引退。引退後は新聞社に勤務した。
2004年6月27日午後8時5分、出血性ショックのため兵庫県西宮市の病院で死去。72歳没。

## 詳細情報

### 年度別打撃成績
| 年 度      | 球 団      | 試 合 | 打 席 | 打 数 | 得 点 | 安 打 | 二 塁 打 | 三 塁 打 | 本 塁 打 | 塁 打 | 打 点 | 盗 塁 | 盗 塁 死 | 犠 打 | 犠 飛 | 四 球 | 敬 遠 | 死 球 | 三 振 | 併 殺 打 | 打 率 | 出 塁 率 | 長 打 率 | O P S |
| ---------- | ---------- | ----- | ----- | ----- | ----- | ----- | -------- | -------- | -------- | ----- | ----- | ----- | -------- | ----- | ----- | ----- | ----- | ----- | ----- | -------- | ----- | -------- | -------- | ----- |
| 1953       | 近鉄       | 120   | 535   | 496   | 56    | 136   | 20       | 6        | 2        | 174   | 36    | 40    | 13       | 19    | --    | 19    | --    | 1     | 34    | 8        | .274  | .302     | .351     | .653  |
| 1954       | 近鉄       | 132   | 579   | 536   | 78    | 136   | 19       | 2        | 2        | 165   | 38    | 71    | 18       | 17    | 2     | 22    | --    | 1     | 21    | 10       | .254  | .284     | .308     | .592  |
| 1955       | 近鉄       | 3     | 11    | 11    | 1     | 4     | 0        | 0        | 0        | 4     | 1     | 0     | 0        | 0     | 0     | 0     | 0     | 0     | 0     | 2        | .364  | .364     | .364     | .727  |
| 1956       | 近鉄       | 133   | 495   | 431   | 54    | 105   | 14       | 2        | 0        | 123   | 17    | 37    | 13       | 32    | 2     | 28    | 1     | 2     | 50    | 10       | .244  | .292     | .285     | .577  |
| 1957       | 近鉄       | 95    | 359   | 323   | 39    | 89    | 9        | 1        | 3        | 109   | 23    | 23    | 10       | 14    | 2     | 19    | 0     | 1     | 29    | 4        | .276  | .316     | .337     | .653  |
| 1958       | 近鉄       | 105   | 376   | 342   | 30    | 79    | 4        | 3        | 1        | 92    | 17    | 30    | 16       | 11    | 1     | 18    | 0     | 4     | 42    | 7        | .231  | .277     | .269     | .546  |
| 1959       | 近鉄       | 121   | 400   | 380   | 26    | 91    | 7        | 4        | 0        | 106   | 23    | 15    | 4        | 5     | 3     | 8     | 2     | 3     | 41    | 6        | .239  | .259     | .279     | .538  |
| 1960       | 近鉄       | 20    | 46    | 44    | 4     | 5     | 1        | 0        | 0        | 6     | 1     | 0     | 0        | 2     | 0     | 0     | 0     | 0     | 4     | 0        | .114  | .114     | .136     | .250  |
| 1960       | 大洋       | 76    | 271   | 252   | 29    | 53    | 8        | 1        | 0        | 63    | 16    | 12    | 5        | 5     | 0     | 13    | 3     | 1     | 27    | 4        | .210  | .252     | .250     | .502  |
| '60計      | 大洋       | 96    | 317   | 296   | 33    | 58    | 9        | 1        | 0        | 69    | 17    | 12    | 5        | 7     | 0     | 13    | 3     | 1     | 31    | 4        | .196  | .232     | .233     | .465  |
| 1961       | 大洋       | 127   | 371   | 345   | 28    | 82    | 8        | 1        | 1        | 95    | 24    | 12    | 7        | 10    | 0     | 16    | 0     | 0     | 42    | 8        | .238  | .271     | .275     | .547  |
| 1962       | 大洋       | 117   | 269   | 257   | 12    | 53    | 6        | 0        | 0        | 59    | 14    | 2     | 2        | 6     | 0     | 6     | 0     | 0     | 30    | 2        | .206  | .224     | .230     | .454  |
| 1963       | 大洋       | 82    | 212   | 190   | 13    | 42    | 4        | 1        | 0        | 48    | 4     | 4     | 2        | 13    | 0     | 8     | 0     | 1     | 18    | 5        | .221  | .256     | .253     | .509  |
| 通算：11年 | 通算：11年 | 1131  | 3924  | 3607  | 370   | 875   | 100      | 21       | 9        | 1044  | 214   | 246   | 90       | 134   | 10    | 157   | 6     | 14    | 338   | 66       | .243  | .276     | .289     | .566  |

- 各年度の太字はリーグ最高

### タイトル
- 盗塁王：1回 （1954年）

### 表彰
- 日本シリーズ技能賞：1回 （1960年）

### 記録
節目の記録
- 1000試合出場：1962年7月19日 ※史上73人目

その他の記録
- 1イニング3盗塁：1954年5月20日、対阪急ブレーブス戦、5回に二盗、三盗、本盗 ※史上12人目[18]

### 背番号
- 31 （1953年）
- 7 （1954年 - 1960年途中）
- 11 （1960年途中 - 1963年）